# Antechinus arktos
El antequino de cola negra (Antechinus arktos) es una especie de mamífero marsupial de la familia Dasyuridae que habita en áreas altas alrededor del volcán Tweed, en el extremo sureste de Queensland y noreste de Nueva Gales del Sur, en Australia.